# Cystomastax macrocentroides
Cystomastax macrocentroides är en stekelart som beskrevs av Szepligeti 1904. Cystomastax macrocentroides ingår i släktet Cystomastax och familjen bracksteklar. Inga underarter finns listade i Catalogue of Life.